# Rachias conspersus
Rachias conspersus is een spinnensoort in de taxonomische indeling van de bruine klapdeurspinnen (Nemesiidae).
Rachias conspersus werd in 1837 beschreven door Walckenaer.